# Ballets Russes
Ballets Russes (có nghĩa Ba lê Nga trong tiếng Pháp) là một đoàn ba lê nổi tiếng do Serge de Diaghilev thành lập vào năm 1907 với những thành tố chủ chốt nhất của nhà hát Mariinsky tại Saint-Pétersbourg. Nhanh chóng cắt đứt với nhà hát Mariinsky, Ballets Russes trở thành một đoàn diễn độc lập và đi trình diễn khắp nơi trên thế giới, tại Anh, Tây Ban Nha, Mỹ và Pháp. Tại Paris, Ballets Russes diễn mùa đầu tiên từ 18 tháng 5 tới 18 tháng 6 năm 1909. Sau đó hàng năm, cứ vào khoảng thời gian này, Ballets Russes quay lại Paris, trình diễn đầu tiên tại nhà hát Châtelet, sau đó tới các nhà hát khác.
Sau một thời gian dài với nhiều thành công, Ballets Russes trình diễn buổi cuối cùng tại Vichy vào 19 tháng 8 năm 1929.